# アロワナ目
アロワナ目（英: Osteoglossiformes）は、硬骨魚類の分類群の一つ。オステオグロッスム目、あるいは骨咽目（こついんもく）と呼ぶこともある。5科31属で構成され、アロワナやピラルクーなど熱帯地方に分布する淡水魚を中心に、およそ244種を含む。

## 概要

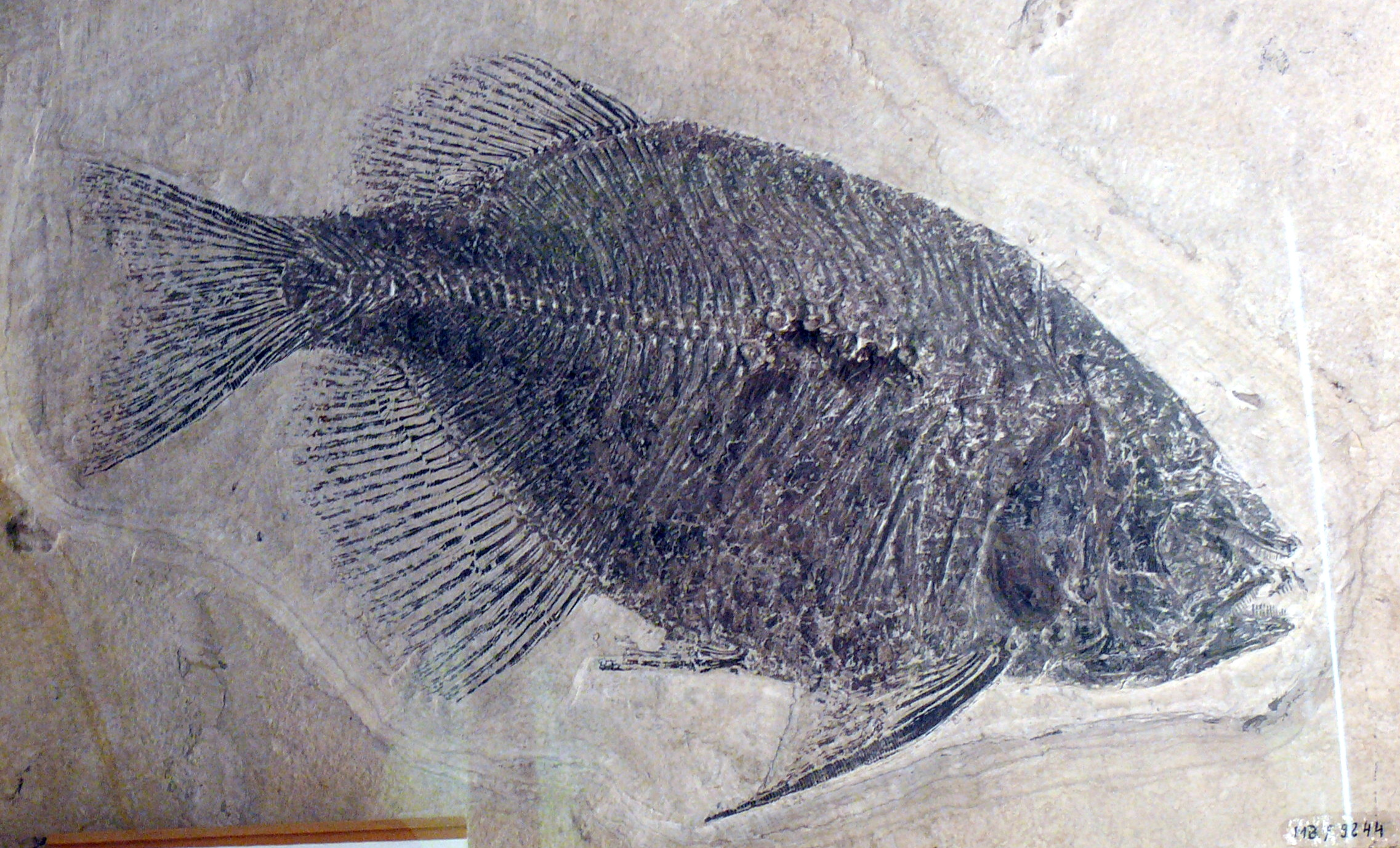
アロワナ科に属する絶滅種 Phareodus testis の化石。本種はアメリカのワイオミング州で記録された

アロワナ目はヒオドン目とともにアロワナ上目に属する一群で、その系統は古くしばしば古代魚に含められる。化石記録からジュラ紀後期（約1億4千万年前）には既に出現していたことがわかっており、始新世から暁新世にかけて多数の化石種が、アメリカ・ヨーロッパ・アフリカなど広い範囲にわたり発掘されている。日本には現生のアロワナ目魚類はいないが、1989年以降、北九州市の脇野亜層群（白亜紀前期の地層群）から本目魚類の化石が相次いで産出している。その中でアオキイクチュス属（Aokiichthys）および体高・鰭の位置が異なる5種が新属新種として記載されたほか、ユンカンイクチュス属（Yungkangichthys）の新種も発見されている。
舌骨および口蓋を構成する副蝶形骨など、口腔を構成する骨によく発達した歯をもつことが、アロワナ目魚類の特徴である。そのため、獲物を捕らえる際に、多くの魚類のように上下の顎ではなく、口蓋と舌で捕捉する。アロワナ類を総称した「Osteoglossid」という語は、Osteoglossum 属（アロワナ属）に由来するが、この Osteoglossum という学名はギリシア語のοστεον/ostéon（骨）とγλωσσα/glôssa（舌）に由来する造語で、「骨の舌」を意味している。背鰭と臀鰭が体の後方にある種類が多い。尾鰭を支える軟条は16本以下で、骨格の一部（上尾骨など）は癒合している。盲腸は通常2つあり、バタフライフィッシュのみ1つしかもたない。

## 分類

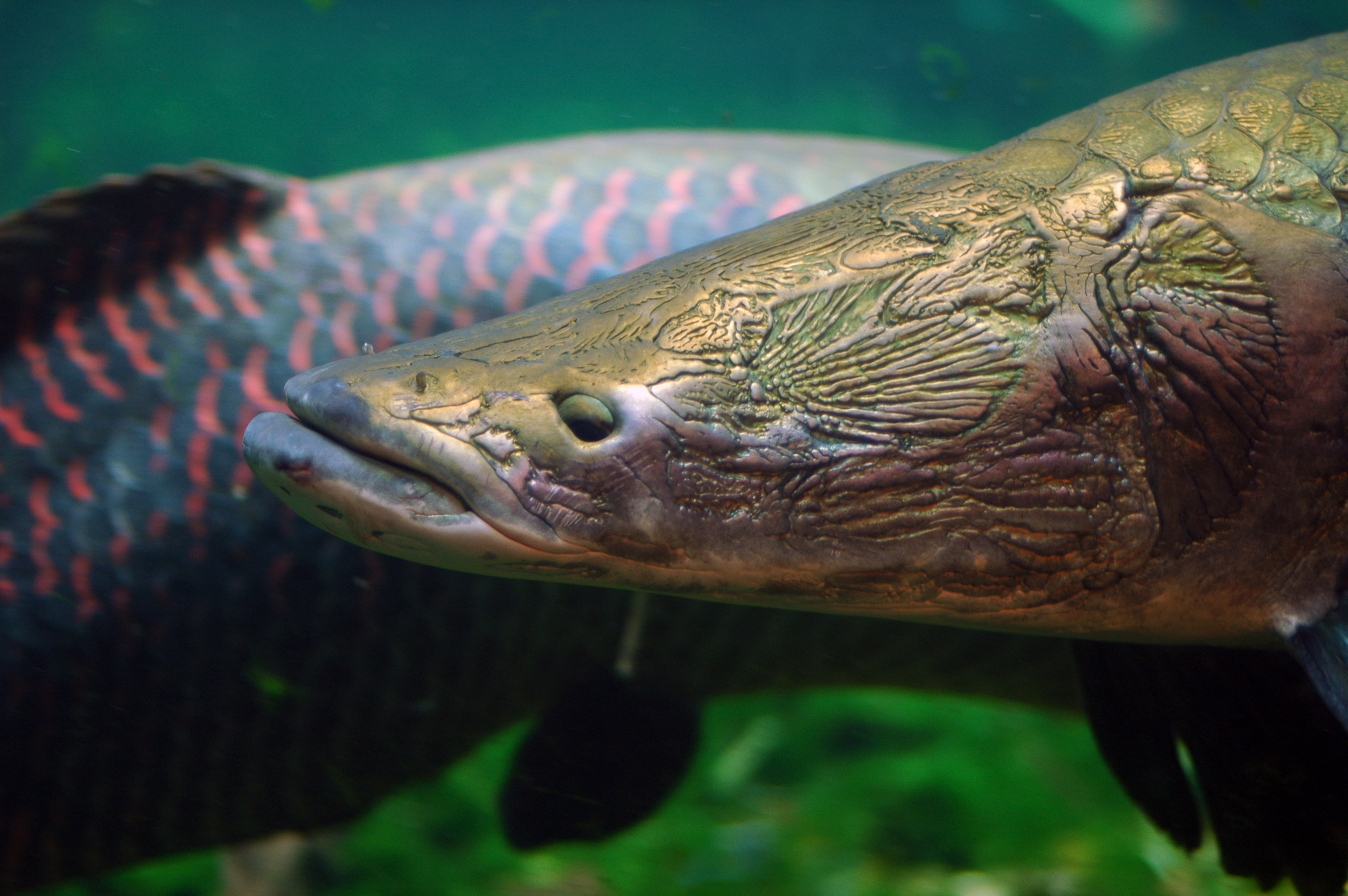
ピラルクー（Arapaima gigas）。淡水魚としては世界最大級の大きさを誇り、体長2.5メートルに達することもある

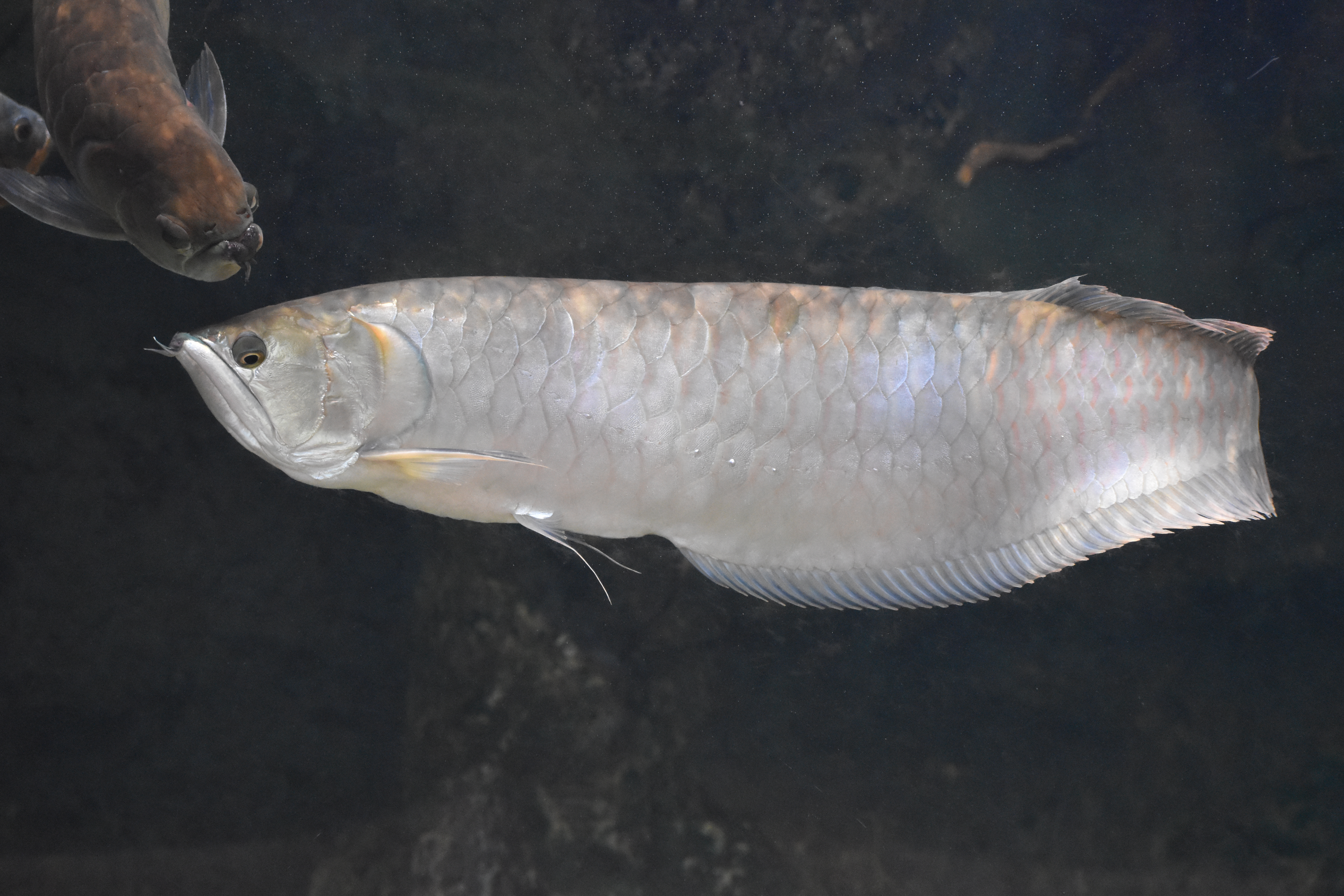
シルバーアロワナ（Osteoglossum bicirrhosum）

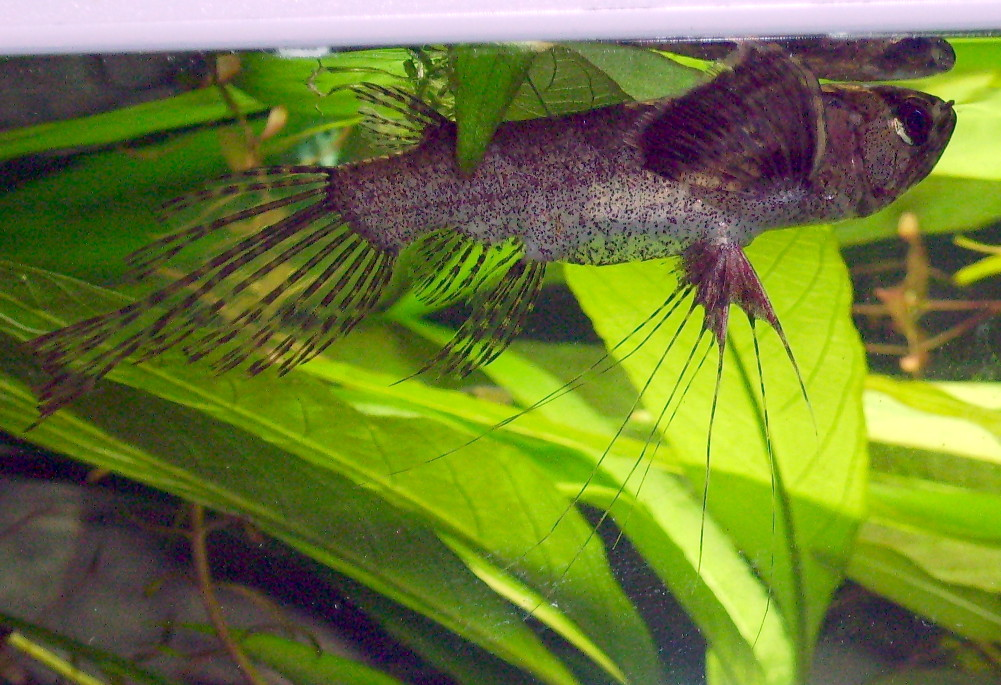
バタフライフィッシュ（Pantodon buchholzi）。体長10センチメートル程度と小型だが、胸鰭・腹鰭・尾鰭は大きい

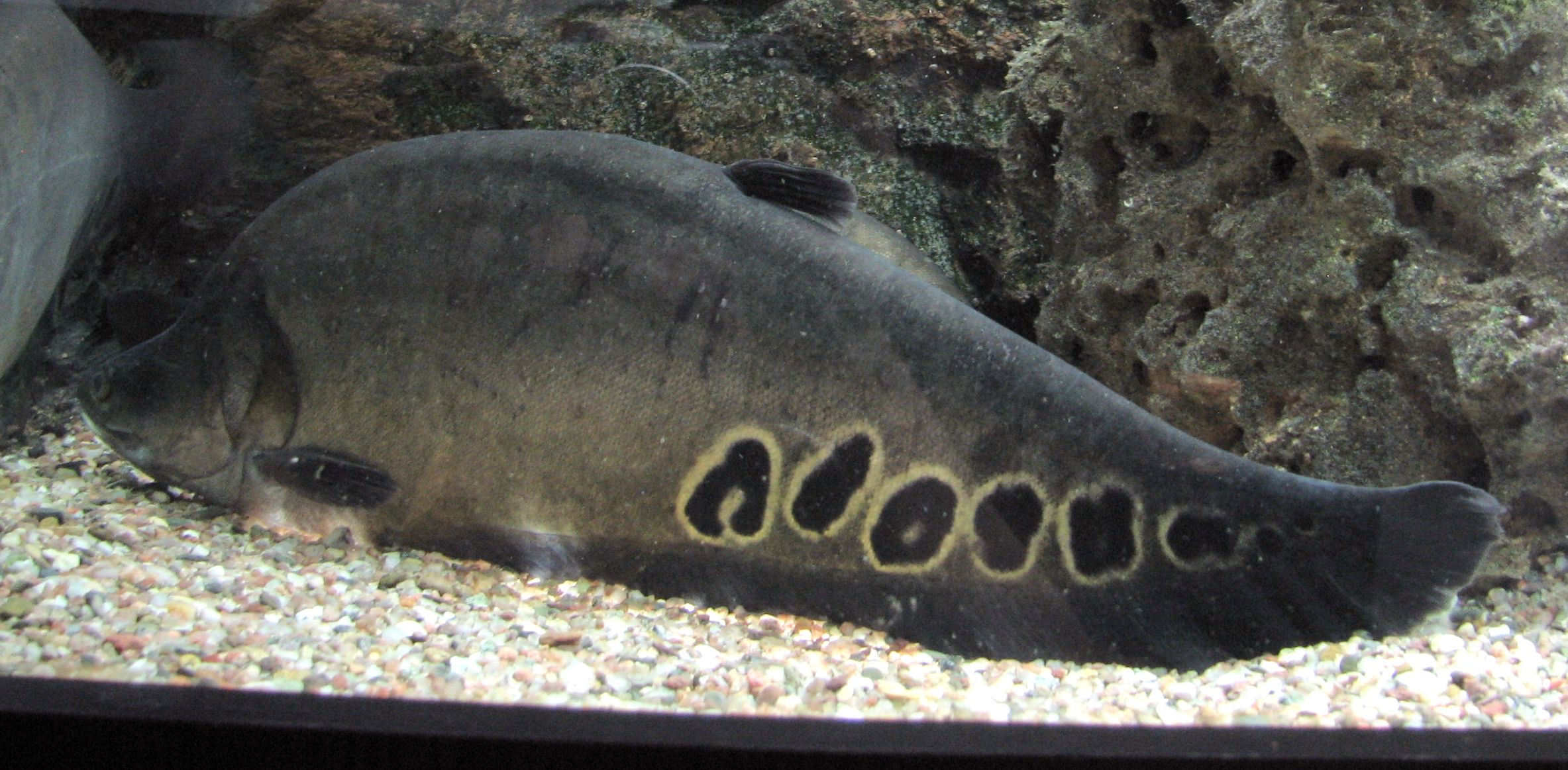
クラウンナイフフィッシュ（Chitala chitala）。臀鰭の上に並ぶ黒色斑が特徴

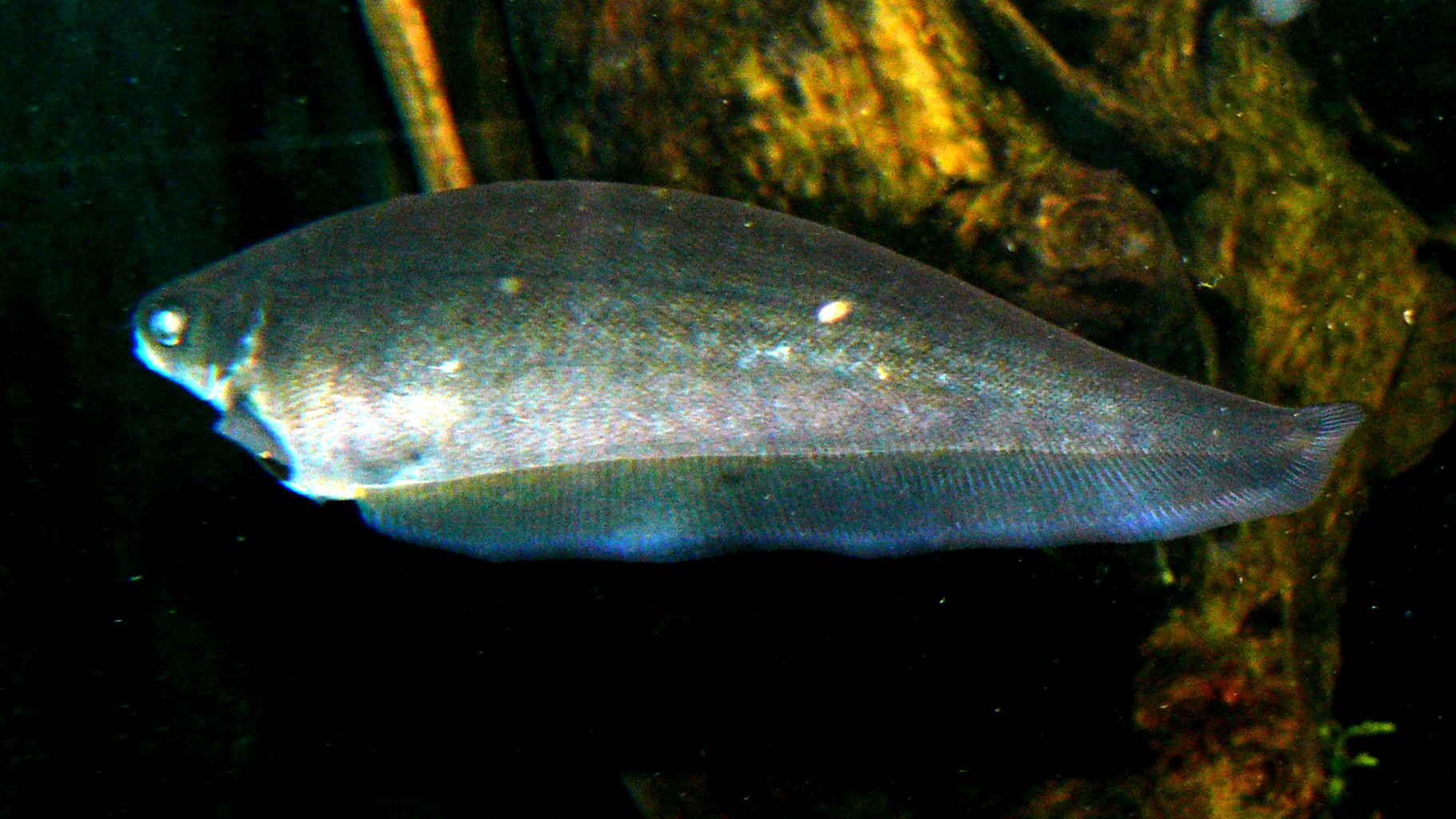
アフリカンナイフフィッシュ（Xenomystus nigri）

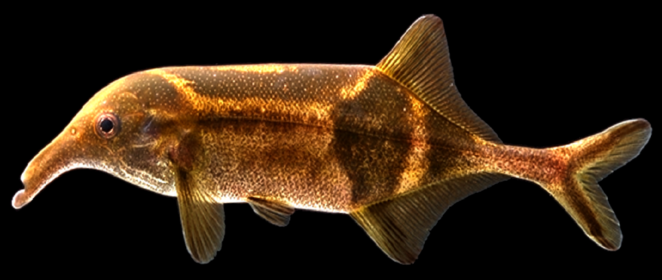
モルミュルス科の1種（Campylomormyrus tamandua）。長く突き出た口先で、砂底の餌をあさる

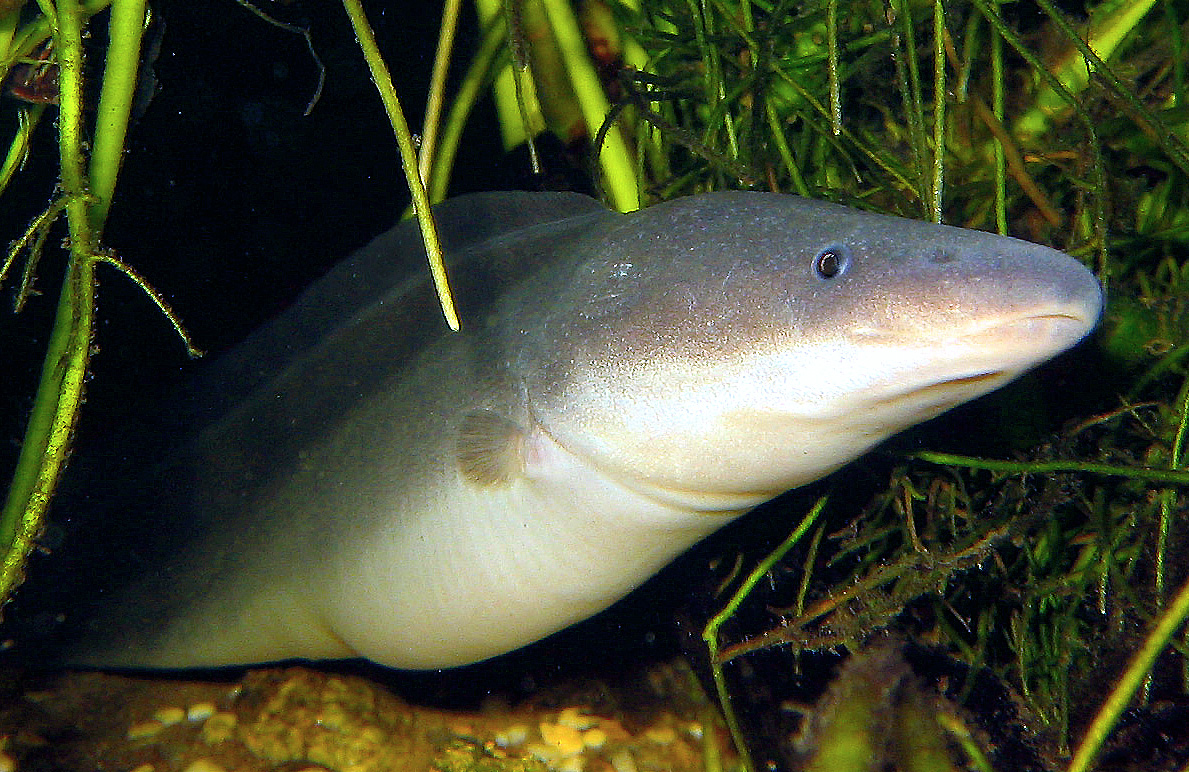
アバ（Gymnarchus niloticus）。ギュムナルクス科唯一の魚類で、ウナギのように細長い体型が特徴

アロワナ目は5科31属244種で構成される。かつて本目に所属していたヒオドン科 Hiodontidae は独立のヒオドン目とされた。アロワナ科をアロワナ亜目 Osteoglossoidei、ナギナタナマズ科・モルミュルス科・ギュムナルクス科をナギナタナマズ亜目 Notopteroidei としてまとめる場合もある。和名のない分類名については、上野・坂本（2005）によるカタカナ表記に従った。鰾による空気呼吸能力の有無に関しては J.B.Graham（2011）による。

### パントドン科
パントドン科 Pantodontidae はバタフライフィッシュのみ1属1種。西アフリカの熱帯に分布し、鰭条が長く伸びた腹鰭が特徴である。鰾に空気呼吸能力を有する。
- パントドン属 Pantodon

### アロワナ科
アロワナ科 Osteoglossidae は2亜科4属13種。南アメリカ・アフリカ・東南アジア・オーストラリア北部の熱帯域に分布する、雑食性あるいは肉食性の淡水魚である。顎に歯をもち、浮き袋は頭蓋骨内に貫通しない。ピラルクーなど、鰾（うきぶくろ）を空気呼吸に利用する分類群が含まれる。腹鰭は胸鰭の基部よりもずっと後方に位置し、鰭条は6本。

#### ヘテロティス亜科
ヘテロティス亜科 Heterotidinae は2属6種。2013年3月発行のCopeia誌には、Donald J. Stewartにより、Cuvier and Valenciennesが1847年に記載した Arapaima agassizii を Arapaima gigas とは異なる独立種として復活させるべきとする論文が発表された。ただし、種の記載の根拠となる基準標本は第二次世界大戦で失われたうえ、新たに捕獲もされていないため、論文は原記載文献とその中の詳細な骨格のイラストを元にしている。さらにDonald J. Stewartは2013年9月の同誌に、Arapaima leptosoma を新種として記載している。こちらはソリモンエス川（アマゾン川のブラジル・ペルー国境からネグロ川合流地点までのブラジルでの名称）とプルス川との合流地点付近で捕獲された個体を基準標本としている。
下顎にヒゲがない。ピラルクー Arapaima gigas はアマゾン川などに生息する。ナイルアロワナ Heterotis niloticus はナイル川や西アフリカの河川に分布し、副蝶形骨の歯を欠くほか舌骨の歯も退化的である。2属共に鰾に空気呼吸能力を有する。
- アラパイマ属 Arapaima
- ヘテロティス属 Heterotis

#### アロワナ亜科
アロワナ亜科 Osteoglossinae は2属7種。Osteoglossum 属（シルバーアロワナ・ブラックアロワナ）および Scleropages 属（アジアアロワナ・ノーザンバラムンディなど）は下顎にヒゲをもつ。空気呼吸をしない。
- Osteoglossum 属
- Scleropages 属

### ナギナタナマズ科
ナギナタナマズ科 Notopteridae は4属10種からなる。ナイフフィッシュと総称される。顎に歯をもつ。突起状に伸びた浮き袋が、耳の側面を通過し頭蓋骨内にまで達する。臀鰭が非常に長く、尾鰭と連続している。背鰭と腹鰭はないか、あっても極端に小さい。体（特に臀鰭の上）には斑点状・波状の模様がみられる。大型の魚類で、最大で1.5メートルに成長する。4属共に鰾は空気呼吸能力を有する。
- Chitala 属
- Notopterus 属
- Papyrocranus 属
- Xenomystus 属

### モルミュルス科
モルミュルス科 Mormyridae は21属216種で構成され、アロワナ目の中では最大のグループである。顎に歯がなく、浮き袋は頭蓋骨内に達し、尾鰭は二又に分かれる。本科魚類は口の形が多様性に富んでおり、吻（口先）が長い鼻のように突き出たもの、エレファントノーズフィッシュなど下顎が伸びたもの、丸みを帯びているものなど種類によってさまざまである。川底で餌を探す底生の種類では顎ヒゲをもつ場合がある。多くは体長10センチメートル未満から50センチメートルまでだが、一部1.5メートルに達する種類がある。
モルミュルス科魚類の一部は尾部の筋肉から分化した発電器官をもつ。発生できる電流は一般に微弱であり、夜行性である彼らは発電能力を周囲の物体の位置を特定するために用いている可能性があるほか、外敵への警戒や仲間とのコミュニケーションにも利用していると考えられている。本科の魚類は高い学習能力をもつことでも知られる。体重に対しての脳の重さ（特に小脳）が魚類としては例外的に大きく、人間とほとんど変わらない。
- Brienomyrus 属
- Campylomormyrus 属
- Gnathonemus 属
- Hippopotamyrus 属
- Hyperopisus 属
- Marcusenius 属
- Mormyrops 属
- Mormyrus 属
- Oxymormyrus 属
- Paramormyrops 属
- Petrocephalus 属
- Pollimyrus 属
- Stomatorhinus 属
- 他8属

### ギュムナルクス科
ギュムナルクス科 Gymnarchidae は1属1種。ナイル川などに生息する。体は細長く、腹鰭・臀鰭・尾鰭を欠き、副蝶形骨および舌骨の歯もない。背鰭は非常に長く、波打たせるように泳ぐことで後進も可能。大きな小脳・小さな眼・発電器官の存在・頭蓋内に達する鰾などモルミュルス科との共通点が多いことから、本科を含めないモルミュルス科を側系統群とみなす場合もある。鰾は空気呼吸能力を有する。
- Gymnarchus 属